# Cima Roccapiana
Cima Roccapiana (1.873 m s.l.m.) è una vetta delle Alpi della Val di Non nelle Alpi Retiche meridionali. Si trova a cavallo tra la Val di Non e la Valle dell'Adige, nella Provincia autonoma di Trento. È la cima più alta della parte meridionale della Costiera della Mendola.

## Descrizione
Si tratta della cima più alta delle Cime di Vigo, fra la Val dei Molini sopra Roveré della Luna e la Rocchetta a sud, fino al valico Prà d'Arza a nord. A nord della Roccapiana si trova il Monte Cucco (1807 m), con il quale è collegata dal sentiero SAT 500 (ex 504).

## Accesso alla vetta
Cima Roccapiana si può raggiungere dal versante orientale attraverso il sentiero O518, che sale da Malga Kraun, mentre è raggiungibile dal versante occidentale attraverso il sentiero O500 che, salendo da Malga Bodrina, prosegue verso nord fino al Passo della Mendola.